# Mikael Ramel
Mikael Ramel, född 19 januari 1949 i Gamla stan i Stockholm, är en svensk friherre, gitarrist och sångare. Han är son till Povel Ramel och Susanna Ramel, bror till skådespelerskan Lotta Ramel och far till skådespelerskan Mikaela Ramel och regissören och manusförfattaren Jonatan Ramel.
Mikael Ramel studerade vid Solbacka läroverk vid Stjärnhov och blev 1963 medlem i hobbybandet Mufflers. År 1965 medverkade han i TV-programmet Ramel i rutan tillsammans med sin far och de spelade även in singel En ren familjeprodukt  tillsammans. Samma år bildade sonen, då ännu elev vid Solbacka läroverk, gruppen Steampacket, vilken gav ut åtta singlar under tiden fram till 1968. År 1967 gav Ramel också ut en solo-EP samt i samarbete med Michael B. Tretow en singel under namnet Mikael & Michael. 
Ramels första egna album Till dej utkom 1972, då han också blivit medlem av bandet Fläsket brinner, och på vars andra album han samma år medverkade. På albumet Till dej medverkade Bengt Dahlén (gitarr) och Erik Dahlbäck (trummor), båda från Fläsket brinner, Anders Nord (keyboards) och Stefan Höglund, båda från Steampacket, samt Sören Hansen (congas). Detta album innehåller psykedeliska låtar med svenska texter. 
Ramels andra album Extra vagansa (1974) har liknande karaktär som det första, medan 3:dje skivan (1977), är avsevärt mindre experimentell. På detta album medverkar Kay Söderström (bas, keyboards) och Hempo Hildén (trummor), båda från söderhamnsbandet Splash. Hela detta band spelar på hälften av låtarna på Ramels album Rycker dej i svansen (1979).
Under 1980-talet utgav Ramel ytterligare tre studioalbum, Strömavbrott (1982), Bra sak (1984) och En för alla (1986). År 1986 tilldelades Ramel Karamelodiktstipendiet som årligen utdelas till en förnyare av det svenska språket eller för framstående musikgärningar. Priset instiftades av Mikaels far, Povel Ramel, 1983. Därefter började han att arbeta med musikterapi vid vuxenhabiliteringen i Örebro och det blev därigenom under lång tid inte några nya inspelningar. Han har också medverkat på kursen "Musikterapeutisk översiktskurs" vid Musikhögskolan, Örebro universitet. År 2005 kom dock studioalbumet Vilken skillnad. År 2010 turnerade Mikael Ramel, hans syster Lotta Ramel och Backa Hans Eriksson runt med föreställningen Povels naturbarn. År 2012 instiftade Mikael Ramel och Wille Crafoord den musikaliska utmärkelsen "Legitimerad legend".

## Diskografi
- 1965 – En ren familjeprodukt/Sex timmar om dan (singel, Knäppupp KN 4587)
- 1967 – This is Our Family/Lovin' Enemy (singel, Mikael and Michael, Knäppupp KN 4599)
- 1967 – Förvånansvärt/Bort från stan/Bara ett par dar/De annorlundas dag  (EP, Knäppupp KNEP 165)
- 1972 – Till dej (Ljudspår EFG-7205, återutgivet på CD 2003)
- 1972 – Fläsket  (Fläsket brinner, Ljudspår EFG-DL-7202, återutgivet på CD 2002)
- 1974 – Extra vagansa (Ljudspår EFG 5012049, återutgivet på CD 2003)
- 1977 – 3:e skivan (YTF 50320, återutgivet på CD 2006)
- 1979 – Rycker dej i svansen (Sonet SLP 2650)
- 1982 – Strömavbrott (Sonet SLP-2712)
- 1984 – Bra sak! (Sonet SLP 2752)
- 1986 – En för alla (Sonet SLP 2776,återutgivet på CD 1991)
- 1991 – Spotlight Mikael Ramel (samlings-CD, Sonet SPCD-59)
- 1991 – Musiktåget  (barnmusik, kassett, MuSikfors Samspel)
- 2000 – Rambalaja (Live-CD, MuSikfors Samspel CD 001220)
- 2005 – Vilken skillnad  (Gazell GAFCD-1081)
- 2020 – The Bäst Band Lajv 2019  (Live-CD)

## Filmografi
- 1967 – Åsa-Nisse i agentform - artist